# Prêmio Angelo Agostini
Il Prêmio Angelo Agostini è il premio di fumetti più tradizionale del Brasile. È stato creato nel 1985 dall'Associação dos Quadrinhistas e Caricaturistas do Estado de São Paulo (AQC-ESP), che tuttora organizza l'evento. Il nome del premio rende omaggio ad Angelo Agostini, considerato l'artista pioniere del fumetto brasiliano.
Nel suo primo anno, il Premio Angelo Agostini aveva solo la categoria "Mestre do quadrinho nacional" ("Maestro del fumetto nazionale"), con l'obiettivo di evidenziare i professionisti del fumetto brasiliano che hanno lavorato con i fumetti per almeno 25 anni. L'anno seguente, gli organizzatori iniziarono ad ampliare le sue categorie con premi per disegnatori, scrittori e nuova pubblicazione.
Attualmente, il premio comprende nove categorie, tra cui spicca il Trofeo Jayme Cortez, che prende il nome dal comico Luso-brasiliano Jayme Cortez, destinato a premiare i grandi contributi ai fumetti brasiliani, e può essere concesso ad artisti, enti, eventi o organizzazioni.
I vincitori del Premio Angelo Agostini sono scelti per voto aperto organizzato da AQC-ESP basato sulla produzione di fumetti brasiliani nell'anno precedente alla cerimonia di premiazione.

## Categorie attuali
- Maestro di fumetti nazionali (dal 1985)
- Disegnatori (dal 1986)
- Scrittore (dal 1986)
- Nuova pubblicazione (dal 1986)
- Trofeo Jayme Cortez (dal 1988)
- Fanzine (dal 1993)
- Vignettista satirico (dal 2003)
- Nuova pubblicazione indipendente (dal 2011)
- Webcomic (dal 2015)